# Западная пустыня (Египет)
Западная пустыня — это область Сахары, расположенная к западу от реки Нил, до границы с Ливией, и к югу от Средиземного моря, до границы с Суданом. Восточная пустыня простирается на восток от Нила до Красного моря.
Западная пустыня представляет собой в основном каменистую пустыню, хотя на западе, против границы с Ливией, находится область песчаной пустыни, известная как Великое песчаное море. Площадь Западной пустыни составляет 680 650 км², что составляет две трети площади суши страны. Самая высокая точка Западной пустыни находится на плато Гильф-Кебир на крайнем юго-западе страны, на границе Египта, Судана и Ливии, и составляет 1000 метров. Западная пустыня бесплодна и необитаема, за исключением цепи оазисов, которые простираются дугой от Сивы на северо-западе до Харги на юге. Эта территория была ареной конфликта в новейшее время, особенно во время Второй мировой войны.
В административном плане Западная пустыня поделена между различными мухафазами. На севере и западе мухафаза Матрух простирается от Средиземного моря до примерно 27°40' северной широты. Мухафаза Новая Долина — управляет территорией от этой границы до границы с Суданом. В то время как на востоке части Западной пустыни находятся в мухафазах Гиза, Фаюм, Бени-Суэйф и Минья.

## География
Один писатель характеризует этот регион как «возвышенность, которая в среднем на 150 метров поднимается над уровнем моря, лишённую растительности, покрытую щебнем и валунами, имеющую тёмно-коричневый цвет и иногда поросшую кустарником, на первый взгляд ровную». Он также отмечает, что в этой местности мало что соответствует «романтическому образу… голливудскому пейзажу сформированных ветром дюн, окружённых пальмами» (хотя такие пейзажи можно встретить в Песчаном море, где дюны имеют причудливые формы).
В этой области также расположены оазисы, которые возникли там, где земля опускается достаточно низко, чтобы встретиться с подземными водами. Они протянулись дугой от Сивы на северо-западе, вблизи ливийской границы, до Бахарии, Фарафры, Дахлы и Харги на юге. К востоку от Сивы находится впадина Каттара — низменная местность, усеянная солончаками и простирающаяся на 310 км с запада на восток. На 135 км с севера на юг. Далее на восток другая впадина даёт начало оазису Фаюм — густонаселённой местности, отделённой от основной долины Нила.
На юге, за оазисом Бахария, лежит Чёрная пустыня, область где возвышаются чёрные вулканические холмы и залегают долеритовые отложения. За ней, к северу от Фарафры, начинается Белая пустыня, область высеченных ветром меловых скальных образований, которые и дали этой области её название.
К югу от Харги плато поднимается к Гильф-Кебиру, возвышенному региону, лежащему по обе стороны границы Египта и Судана и являющемуся домом для доисторических мест, таких как Пещера Пловцов.
На юго-западных рубежах, в месте, где сходятся границы Ливии, Судана и Египта, располагается область, известная как «Пустынное стекло». Считается, что она возникла в результате падения метеорита в Кебире, который находится на границе с Ливией.
Великое песчаное море представляет собой округлую область песчаной пустыни, простирающуюся по обе стороны от границы с Ливией на расстоянии около 320 километров от Средиземного моря. Это море разделено длинным полуостровом каменистой пустыни, который проходит вдоль границы, оставляя восточную часть в Египте и западную в Ливии.
В Ливии эта область известна как пустыня Каланшия. На египетской стороне оно было известно исторически как «Ливийская пустыня», получив свое название от Древней Ливии, которая лежала между Нилом и Киренаикой. С образованием государства Ливия термин «Западная пустыня» стал описывать часть Сахары в Египте.

### Границы
Для древних греков термин «Ливия» охватывал всё побережье Сахары к западу от Нила вплоть до Атласских гор. В эпоху Римской империи под «Ливией» подразумевались лишь Киренаика и регион между ней и Египтом, которые были организованы как провинции Ливия Верхняя и Ливия Нижняя. Область к югу от этих провинций стала называться Ливийской пустыней. Однако это название оказалось некорректным в колониальные времена, когда Киренаика и земли к западу от неё были организованы как итальянская колония Ливия в 1911 году. В этот период более распространённым стал термин «Западная пустыня», использовавшийся для описания области в Египте.
Плейфэр охарактеризовал Западную пустыню 1940 года как обширную территорию, простирающуюся от Нила до ливийской границы на 390 километров и от Средиземного моря до оазиса Сива на 240 километров. В то же время регион к югу от этой территории был назван Внутренней пустыней.
Однако во время Второй мировой войны термин «Западная пустыня» стал применяться не только к прибрежной части Египта, но и к территории, где велись боевые действия в Ливии. Эта территория простиралась за пределы египетско-ливийской границы до Газали, Киренаики и даже Эль-Агейлы.
В настоящее время этот термин используется для обозначения всей пустыни в Египте, расположенной к западу от Нила.

## Список и краткое описание пустынь
- Плато Гиза
- Большое Песчаное Море
- Черная пустыня
- Белая пустыня

### Плато Гиза
Плато Гиза (هضبة الجيزة) — плато в Гизе, располагающееся недалеко от Каира, также является местом расположения некрополя Четвертой династии, которое включает в себя Великие пирамиды Хуфу, Хефрена и Менкаура, Большого Сфинкса, несколько кладбищ, рабочий посёлок и промышленный комплекс.

### Большое Песчаное Море
Большое песчаное море — пустыня в Сахаре, находящаяся между западным Египтом и восточной Ливией, 74 % площади которой покрыто песчаными дюнами.
Большое песчаное море простирается примерно на 650 км с севера на юг и на 300 км с востока на запад. На спутниковых снимках пустыня предстаёт в виде длинных песчаных хребтов, тянущихся в направлении с севера на юг. Однако, несмотря на видимую однородность, Великое песчаное море представляет собой сложную структуру, включающую в себя две обширные области, отличающиеся типами мегадюн.
Большое песчаное море простирается параллельно песчаному морю Каланшио в Ливии, гранича с ним на севере. Дюны Великого песчаного моря охватывают примерно 10 % всей площади Западной пустыни.

### Чёрная пустыня
Чёрная пустыня (الصحراء السوداء) представляет собой область вулканообразных и широко рассредоточенных холмов, расположенных примерно на расстоянии 30 км друг от друга, расположенных в Западной пустыне между Белой пустыней на юге и оазисом Бахария на севере. Большинство холмов увенчаны базальтовыми силлами, что придает им характерный черный цвет.
Курганы Чёрной пустыни, высотой до 100 метров, различаются по размеру, составу, высоте и форме, так как некоторые из них состоят из железистого кварцита, который придаёт им тёмный оттенок, в то время как другие, более красноватые, так как их поверхностные породы состоят из железистого песчаника. На окраинах Чёрной пустыни находятся вулканические холмы, свидетельствующие об извержении тёмного вулканического долерита, датируемого юрским периодом 180 миллионов лет назад.

### Белая пустыня
Белая пустыня — это национальный парк, который был впервые открыт как охраняемая территория в 2002 году. Он расположен в котловине Фарафра, что в 45 километрах к северу от города Ксар-эль-Фарафра. Часть парка находится в оазисе Фарафра, который является частью провинции Новая долина.
Парк представляет собой место, где расположены крупные белые меловые скальные образования, созданные под действием эрозии под воздействием ветра и песка. Также здесь можно увидеть песчаные дюны и оазисы Айн-эль-Макфи и Айн-эль-Вади.
Парк является убежищем для различных животных, среди которых можно встретить газель Рима, находящуюся под угрозой исчезновения, уязвимую газель Доркас, гривистых баранов, шакалов, лисиц Рюппеля, рыжих лисиц, лисиц фенеков, а также барханных кошек.

## История
В доисторические времена Западная пустыня представляла собой полузасушливой степью, которая служила домом для животных саванны и охотников-собирателей. Об этом свидетельствуют наскальные рисунки, найденные в Гильф-Кебире.
Считается, что чрезмерный выпас скота и изменение климата привели к опустыниванию региона и формированию его современного облика. Однако даже после этих процессов оазисы оставались обитаемыми, и в Музее древностей в Харге можно увидеть артефакты, относящиеся к эпохе, предшествовавшей возникновению ранних египетских царств.
В древности эта территория находилась под юрисдикцией Египта, и следы египетской культуры можно обнаружить в окрестностях всех оазисов. В 525 году до н. э. потерянная армия Камбиса, возглавляемая персидским царём Камбисом II, заблудилась в пустыне, разыскивая оракула Амона в Сиве. В 333 году до н. э. Амона посетил Александр Македонский, где он был признан сыном Амона.
В результате поглощения Римской империей королевства Египет, пустынная область была преобразована в провинцию Нижняя Ливия, а Киренаика стала Верхней Ливией. Впоследствии этот регион перешёл под контроль византийцев, а затем их преемников — арабов, мамлюков и турок.
В 1882 году королевство Египет стало британским протекторатом, а в 1912 году территория к востоку от него была объявлена Италией колонией Ливии.
В XX веке Западная пустыня стала местом ожесточённого противостояния. В годы Первой мировой войны здесь разворачивалась кампания Сенусси против британцев и итальянцев. В 1930-е годы произошел всплеск исследовательских и картографических экспедиций британских офицеров, таких как Ральф Бэгнольд и Пэт Клейтон. Эти экспедиции заложили основу для военных операций таких подразделений, как Long Range Desert Group.
Этот период также ознаменовался поисками Зерзуры — мифического оазиса в глубинах пустыни. Во время Второй мировой войны, с июня 1940 года по ноябрь 1942 года, здесь проходила кампания в Западной пустыне, в которой участвовали страны Оси (Италия и Германия) и западные союзники (в основном Великобритания и страны Содружества, всего 15 стран). Эта кампания завершилась победой союзников в ноябре 1942 года.
В настоящее время египетское правительство активно поощряет заселение оазисов и проводит исследования полезных ископаемых, в частности нефти.

## «Проект Тошка»
В октябре 2020 года президент Египта Абдул Фаттах ас-Сиси инициировал возрождение масштабного сельскохозяйственного проекта, который ранее носил название «Тошка» или «Новая долина». Этот проект, существовавший на протяжении десятилетий, был направлен на создание новой дельты в центре Западной пустыни, что должно было способствовать расширению жизненного пространства и повышению благосостояния населения Египта.
Президент ас-Сиси подчеркнул, что для реализации проекта потребуется 6,4 миллиарда египетских фунтов.
Первоначально проект «Тошка» возглавлял бывший президент Хосни Мубарак, который вложил в него 40 миллиардов египетских фунтов, построив электростанции и водонасосные станции. Однако спустя несколько лет проект был остановлен, его провал объяснили отсутствием политической воли и необходимых инвестиций.